# Adalia bipunctata
Adalia bipunctata (Linnaeus, 1758) è un coleottero carnivoro della famiglia Coccinellidae che si trova in tutta la regione olartica. È molto comune nell'Europa occidentale e centrale e nel Nord America. Esso viene usato come agente di controllo biologico.

## Descrizione
La forma più comune di Adalia bipunctata è quella rossa con due macchie nere. Tuttavia, esiste anche una forma nera con macchie rosse su di essa. In aggiunta, ci sono forme intermedie, ma solo raramente si verificano in natura.

## Tassonomia
Questa è stata una delle molte specie originariamente descritta da Linneo nel suo Systema Naturae del diciottesimo secolo; il suo nome originale era Coccinella bipunctata. Il suo nome specifico deriva dal latino bi- "due" e punctata- "maculata".

## Biologia

### Alimentazione
Queste coccinelle si nutrono di afidi e altri piccoli insetti.

### Ciclo vitale
Il ciclo vitale inizia con le uova che di solito sono deposte tra le grinfie. Le larve escono dall'uovo mordendolo e creando un buco. Le larve hanno un aspetto molto diverso dagli adulti: hanno forma allungata, di colore grigio, corpi morbidi con sei gambe, ma senza ali. Sono cannibali. Le larve passano attraverso quattro stadi larvali: nutrendosi crescono e ad un certo punto rimuovono la loro vecchia pelle e ne appare una nuova in cui possono crescere di più. L'ultimo stadio larvale ha all'incirca le dimensioni di un coleottero adulto. Una volta assunto abbastanza nutrimento, le larve si attaccano ad un substrato e mutano in una pupa. All'interno della pupa, l'adulto si sviluppa. Infine l'adulto sviluppato esce dalla pupa.

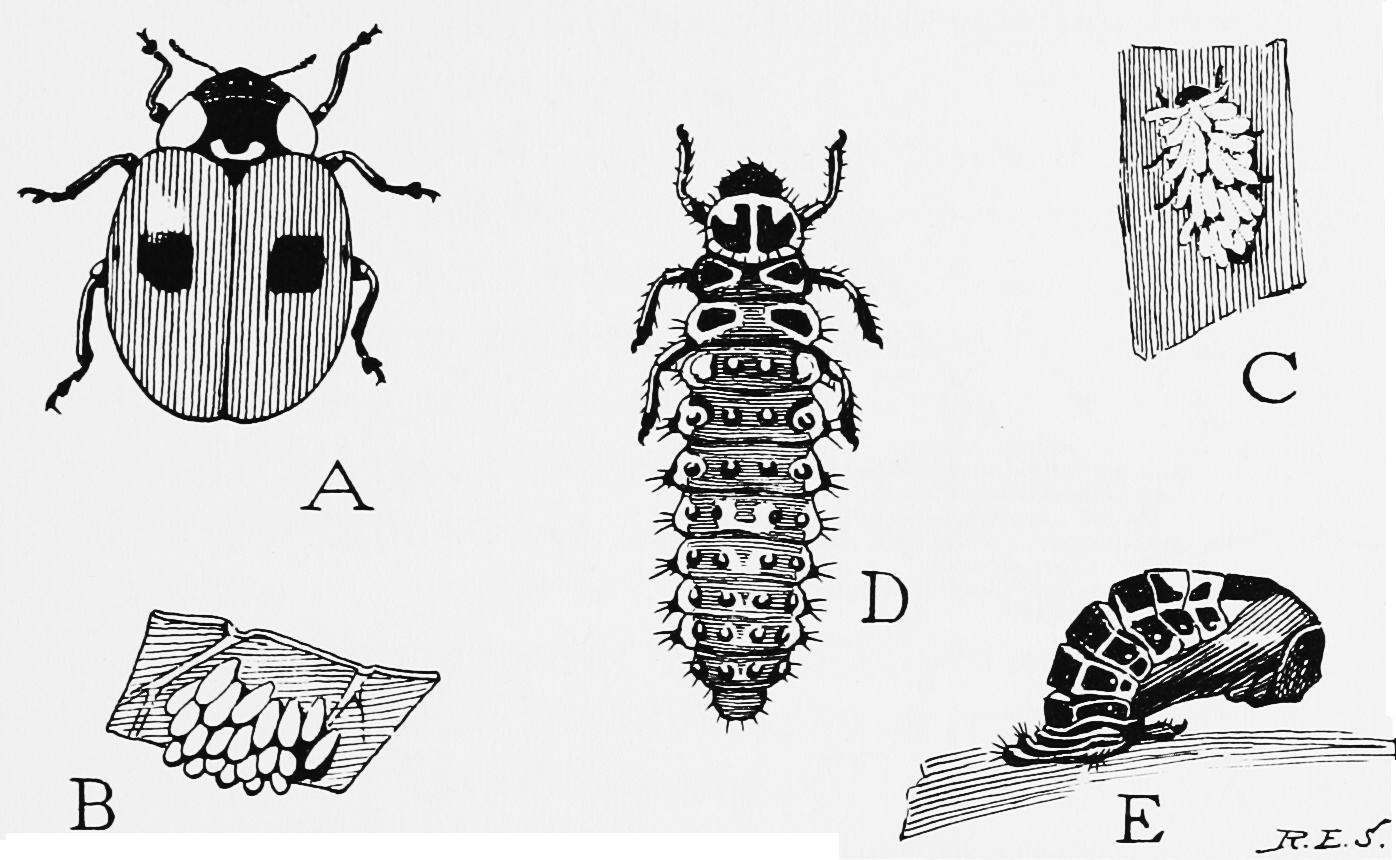
Il ciclo vitale dell'Adalia bipunctata. Da «Insects, their way and means of living», R. E. Snodgrass
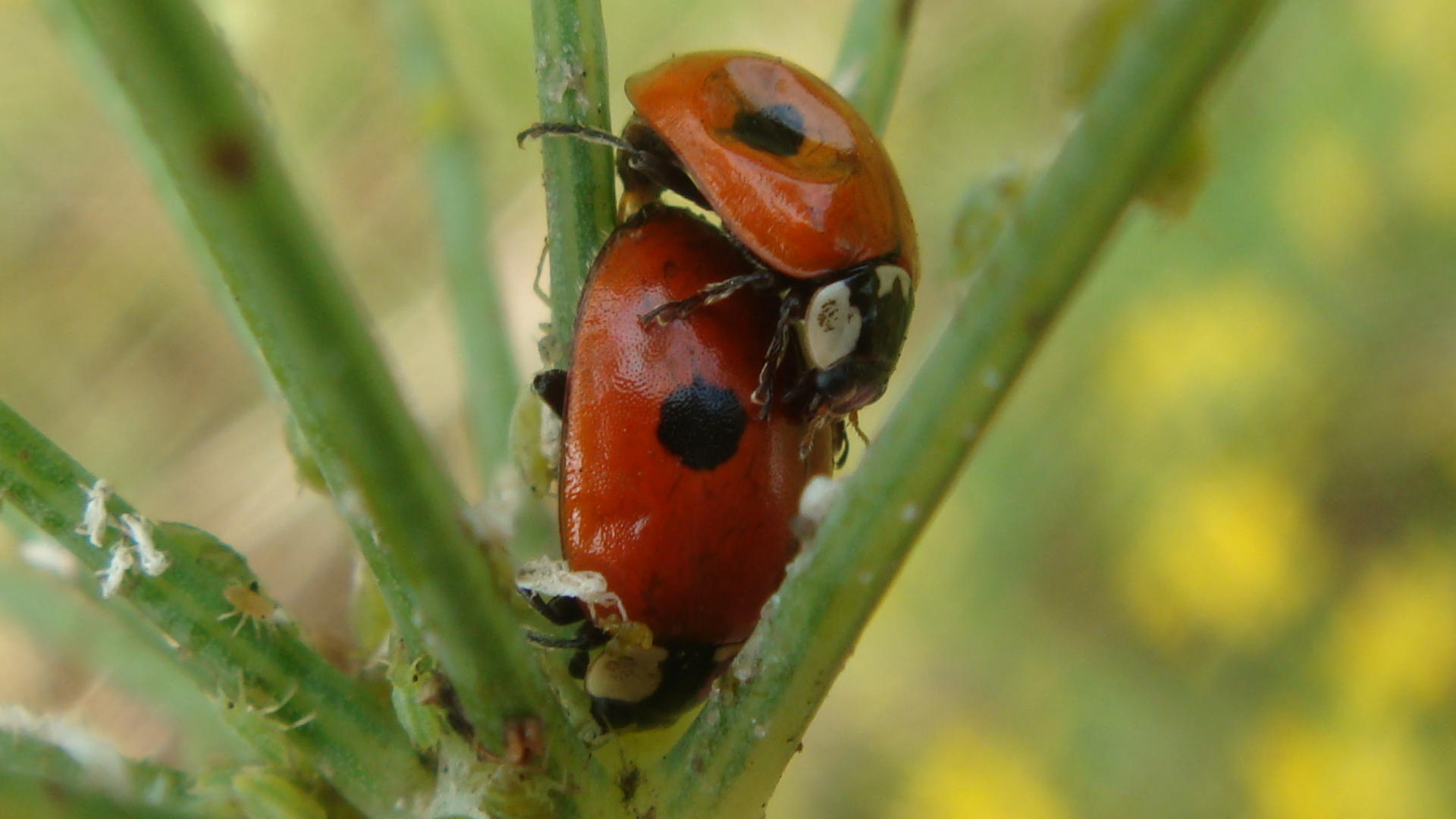
Accoppiamento
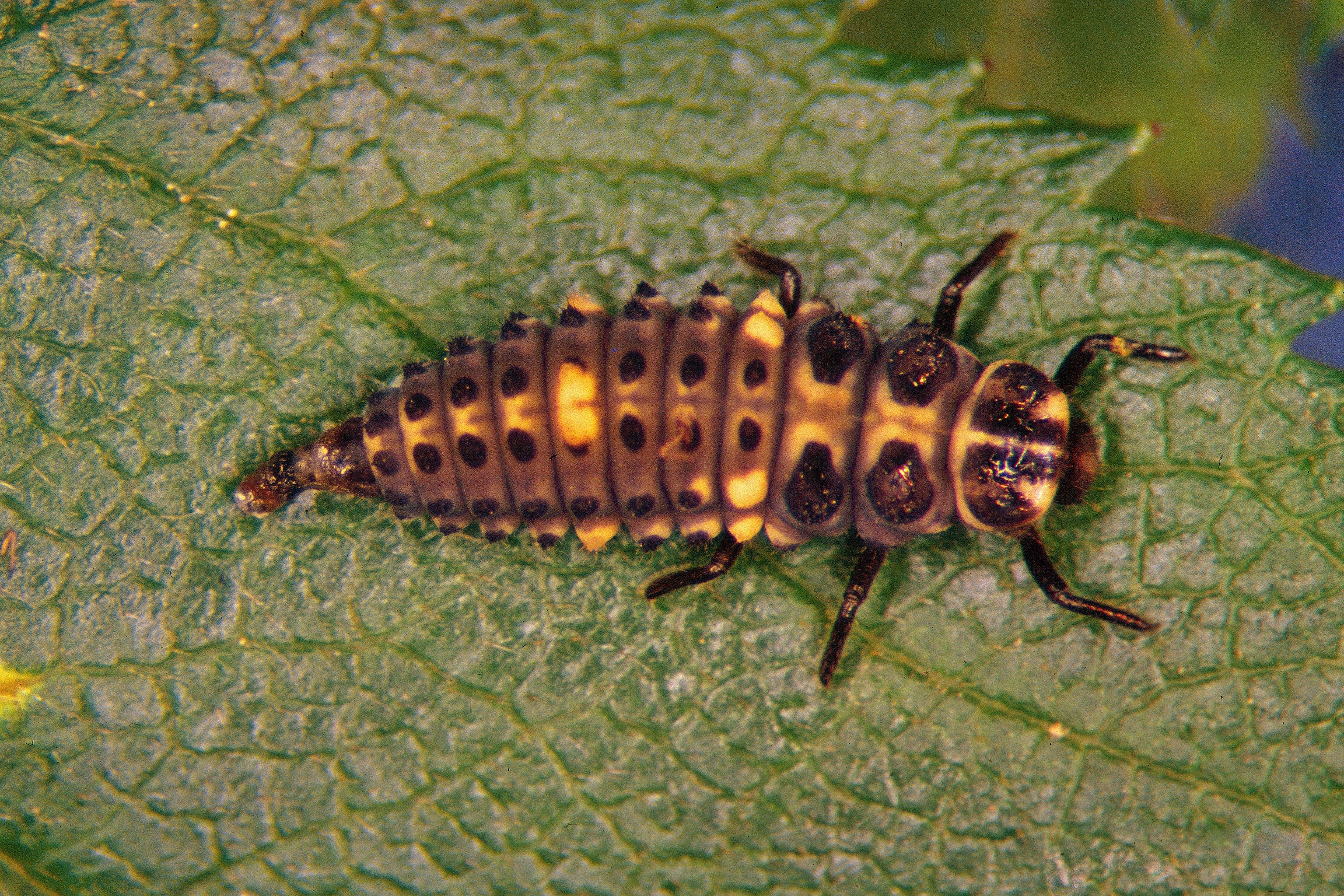
Larva
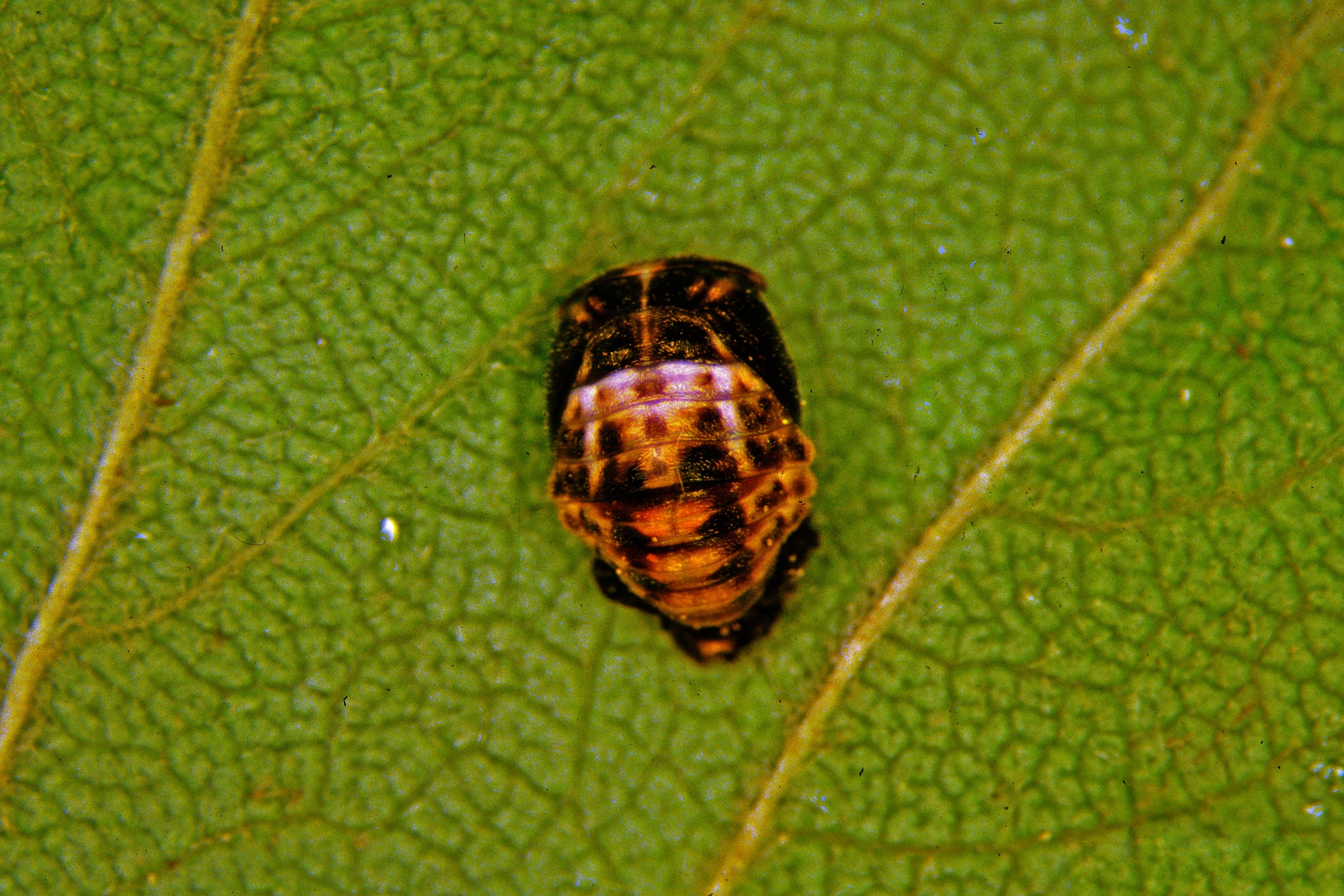
Pupa
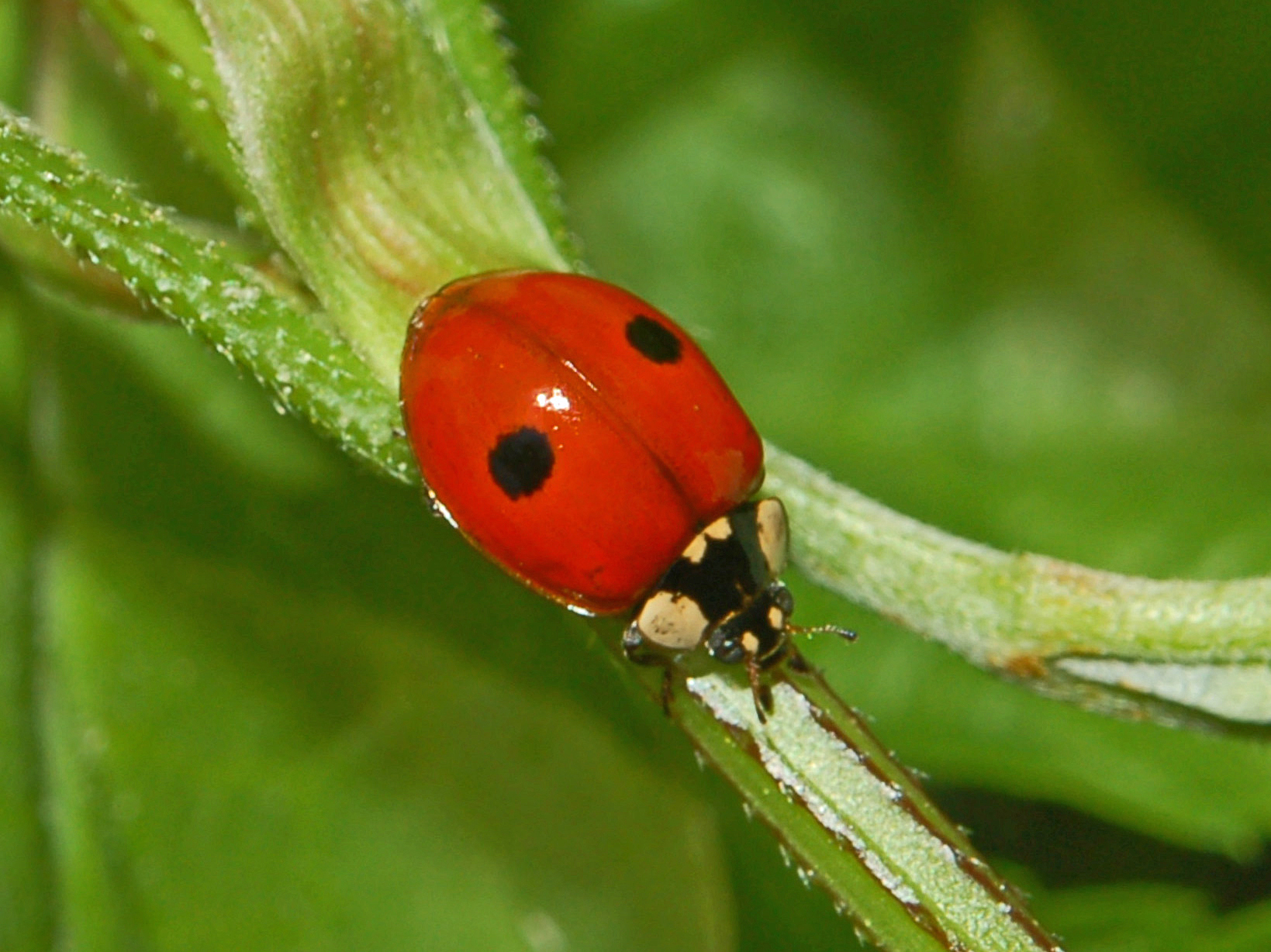
Coccinella adulta

### Simbiosi
In alcune popolazioni, la maggior parte dei coleotteri sono femmine. In queste popolazioni, 80-90% della progenie di una femmina è di sesso femminile. La causa di tale anomalia è la presenza di batteri simbiotici i quali vivono all'interno dei gameti dei coleotteri femmina. Il batterio è troppo grande per vivere nei gameti maschili (spermatozoi), perciò il batterio può essere trasmesso alla generazione successiva solo attraverso gameti femminili. Quando finisce in un maschio, morirà insieme al maschio. Pertanto, uccide la maggior parte degli embrioni maschili nelle uova appena deposte. Questi embrioni morti servono poi come cibo per le loro sorelle, quando emergono dalle loro uova. Questa caratteristica viene associata con una varietà di batteri diversi (Wolbachia, Rickettsia, Spiroplasma), che sono presenti tra 0 e 20% delle femmine, a seconda della località geografica.

### Parassitismo
L'Adalia è portatrice anche di un'infezione a trasmissione sessuale in Europa centrale e orientale. L'infezione è provocata da un acaro ectoparassita, Coccipolipus hippodamiae, che si trasferisce durante l'accoppiamento tra maschio e femmina (e viceversa). [ 9 ] L'infezione sterilizza le coccinelle femmina, e in alcuni periodi dell'anno, fino al 90% degli adulti di Adalia diventa infetto.

### Utilizzo come agente di controllo biologico
A. bipunctata è usato come agente di lotta biologica contro gli afidi e viene utilizzato, per esempio, nelle serre.
Ma non può mangiare i parassiti "brassicae Brevicoryne", cioè i parassiti dei broccoli e cavoli, perché contengono una sostanza molto tossica che è isotiocianato di allile.